# Белая собака
«Белая собака» (англ. White Dog) — американская драма 1982 года, снятая режиссёром Сэмюэлем Фуллером по совместно с Кёртисом Хэнсоном написанному сценарию. Экранизация одноимённого романа французского писателя Ромена Гари. В фильме показана история перевоспитания натасканной нападать на чернокожих собаки, дрессировкой которой впоследствии занимался афроамериканец. Фуллер использовал фильм как платформу для антирасистского движения.
Театральная версия была отозвана спустя неделю после премьеры в США компанией Paramount Pictures из-за беспокойства, вызванного распространением слухов об откровенном расистском содержании фильма. Тем не менее, в июле 1982 года картина была представлена на международном уровне во Франции, куда впоследствии переехал жить и сам Фуллер, который в киноиндустрии США больше не работал. Первый американский домашний видео-релиз официально вышел только в декабре 2008 года, когда Criterion Collection выпустила оригинальный фильм на DVD.
Критики высоко оценили жёсткий взгляд на проблему расизма в фильме, как и использование Фуллером сочетания мелодрамы и метафоры, чтобы аргументировать свою позицию, а также несколько удручающий финал. Рецензенты сетовали на отсутствие фильма в широком прокате в США после завершения процесса кинопроизводства, и одобрительно высказывались относительно его запоздалого выпуска Criterion Collection.

## Сюжет
Молодая актриса Джули Сойер случайно наезжает на бродячую собаку во время поездки по холмам в Лос-Анджелесе. После того как животное осматривает ветеринар, женщина безуспешно пытается найти его хозяев. Впоследствии собака защищает Джули от проникнувшего в дом преступника, и вопреки возражениям своего ухажёра Роланда Грейла, женщина решает оставить животное. Днём, улучив момент, собака незаметно сбегает во время игр, однако уже ночью, перемазанный кровью домашний любимец, возвращается обратно к новой хозяйке. Джули убеждена, кобель просто сцепился с другой собакой. Старлетка берёт его с собой на работу, однако собака внезапно набрасывается на чернокожую актрису, непосредственно в тот самый момент находившуюся вместе с Джули на съёмочной площадке.
Признаки неспровоцированной агрессии у питомца повергают в шок его хозяйку. Однако она рассчитывает получить квалифицированную помощь и приводит собаку к специалисту Карратерсу в центр дрессировки и укрощения животных. Карратерс утверждает, что переучить животное уже невозможно, проще усыпить или изолировать. Как выясняется, собака действительно не простая, а специально обученная атаковать исключительно чернокожих. Партнёр Карратерса, чернокожий дрессировщик Киз, берётся за воспитание, принимая это, как личный вызов. Киз методично пытается перепрограммировать собаку.
Вскоре выбравшаяся из вольера собака сбегает и устремляется в город. В церкви животное настигает и загрызает насмерть чернокожего прохожего. Найти беглеца удаётся, однако не взирая на протесты Джули, Киз решает не сообщать властям о происшествии и продолжить обучение. Он предостерегает, что в тренировке собаки наступил переломный момент, поэтому либо она поправится, либо сойдёт с ума. Киз добивается успеха, и действительно спустя некоторое время собака проявляет к нему дружелюбие, хотя у дрессировщика по-прежнему остаются сомнения. Карратерс торжествует и убеждает коллегу сообщить Джули о победе. Выезжая на контрольное испытание, Джули встречает у дома пожилого человека по имени Уилбер Халл, бывшего хозяина собаки, пришедшего к ней требовать возврата животного. Джули резко высказывает Халлу недовольство его отношением к четвероногому другу человека. В присутствии внучек Халла женщина заявляет, что страдавшее приступами агрессии к представителям негроидной расы животное избавилось от пороков благодаря чернокожему специалисту. Она убеждена, что воспитал столь опасное создание именно Халл, и не склонна продолжать общение. На последнем испытании неожиданно собака нападает на Карратерса, вследствие чего ранее державший зверя на прицеле Киз вынужден спустить курок.

## В ролях
| Актёр           | Роль         |
| --------------- | ------------ |
| Кристи Макникол | Джули Сойер  |
| Кристи Лэнг     | медсестра    |
| Вернон Уиддл    | ветеринар    |
| Джеймсон Паркер | Роланд Грейл |
| Сэмюэл Фуллер   | Чарли Фелтон |
| Маршалл Томпсон | режиссёр     |
| Пол Уинфилд     | Киз          |
| Бёрл Айвз       | Карратерс    |
| Парли Баэр      | Уилбер Халл  |

## Производство
Сюжет «Белой собаки» лежит в основе одноимённого романа Ромена Гари, опубликованного в 1970 году. Права на экранизацию произведения пять лет спустя приобрела Paramount, причём отбором сценария первоначально занимался Кёртис Хэнсон, а в качестве режиссёра компания наняла Романа Полански. Непосредственно перед началом съёмок Полански было предъявлено обвинение в растлении несовершеннолетней, и он спешно покинул страну. В течение ещё шести лет проект передавали разным сценаристам и продюсерам, которые сосредоточились главным образом вокруг истории бродячей собаки из оригинального произведения Гари. Жена активиста Гари, в связи с запросом Paramount, была заменена в сценарии молодой незамужней актрисой, дабы выстроить сюжетные параллели между неспровоцированными нападениями собаки и её тёплыми взаимоотношениями с главной героиней. Paramount просто-напросто желала «„Челюсти“ с лапами» и значительно преуменьшить любые расовые элементы, в частности руководством компании отмечалось: «Учитывая натурализм этой истории, крайне важно, чтобы мы никогда открыто не рассматривали проблему расизма как таковую».
К 1981 году супруга Гари, а затем и он сам, покончили жизнь самоубийством. В то же самое время Голливуду грозили забастовками члены сценаристской и режиссёрской гильдий, которых крайне необходимо было быстро обеспечить работой, чтобы иметь возможность поддерживать студию в случае кризиса. «Белая собака» оказалась среди тринадцати фильмов, которые невозможно было завершить в короткие сроки, однако благодаря поддержке Майкла Эйснера вошла в число семи проектов Paramount, предусматривающих ускоренные темпы кинопроизводства. Эйснер настаивал на том, чтобы фильм соответствовал критериям исключительности из-за социального посыла, поднимающего вопросы исследования природы ненависти. Продюсер Джон Дэвисон был менее уверен, и поначалу недоумевал относительно того, как вообще фильм может окупиться. Хэнсон, вернувшийся в команду к тому времени в качестве сценариста, предложил назначить режиссёром фильма Сэмюэла Фуллера. Он полагал, что именно Фуллер обладал необходимым опытом для завершения съёмок фильма с низким бюджетом в столь сжатые сроки, и подошёл бы к работе со всей ответственностью. Дэвисон одобрил кандидатуру Фуллера только после личного знакомства с ним, как раз когда была представлена концепция его работы над фильмом.
Заинтересованный проектом, Фуллер дал согласие, поскольку большую часть своей карьеры затрагивал вопросы межрасовых отношений. Несмотря на то, что он хорошо знал первоисточник, ему было поручено «переосмыслить» фильм, чтобы показанный в книге конфликт, происходил не у людей, а внутри собаки. В раннем интервью изданию Variety Фуллер сообщил, что зрители «увидят, как собака медленно сходит с ума, а затем возвращается к здравомыслию». Перед началом съёмок, Национальная ассоциация содействия прогрессу цветного населения, «Чёрная антидиффамационная коалиция» и некоторые лидеры борьбы за гражданские права выражали опасения, что фильм спровоцирует расовое насилие. В статье, опубликованной в Los Angeles Times, Роберт Прайс, исполнительный директор «Чёрной антидиффамационной коалиции», раскритиковал студию за фильм, основанный на книге белого человека, в производстве которого задействован преимущественно такой же белый актёрский состав, как собственно и съёмочная группа, вместо того, чтобы сделать проект с афроамериканцами на ведущих ролях. Он также счёл произведение Гари «второсортным романом» и изумлялся его использованию, в то время как «книжные полки нагружены качественными романами чёрных писателей, которые исследуют те же самые социальные и психологические области с гораздо большей утончённостью».
Фуллер же был уверен в своей работе и полагал, что фильм отражает крайне антирасистские перспективы, особенно после изменений, внесённых им в оригинальное произведение. Прообразом персонажа Киза, искренне желавшего вылечить животное, в романе был преисполненный ненависти чернокожий тренер-мусульманин, который намеренно переучивал собаку атаковать белых людей. Фуллер также изменил финальную часть на более пессимистическое окончание фильма. Фильм, бюджет которого составил порядка 7 млн долларов, был снят всего за сорок пять дней, а безымянного ключевого персонажа сыграли пять белых немецких овчарок.
Положить фильм на полку, не давая никому увидеть его? Я был ошарашен. Сложно выразить страдания от того, что готовый фильм под замком в каком-нибудь хранилище никогда не будет показан зрителям. Как будто кто-то сажает твоего новорождённого ребёнка в чёртову тюрьму строгого режима навсегда ... Переезд во Францию на какое-то время смягчит часть той боли и сомнения, с которыми мне пришлось жить из-за «Белой собаки».
Для рассмотрения и утверждения чёрных персонажей после начала съёмок Paramount Pictures привлекла двух афроамериканских консультантов: Виллиса Эдвардса, вице-президента местного отделения Национальной ассоциации содействия прогрессу цветного населения, и Дэвида Л. Криппенса, вице-президента и режиссёра местного филиала Public Broadcasting Service. В конце концов они разошлись в своих взглядах, так, например, Криппенс не нашёл в фильме каких-либо расистских оттенков, в то время как Эдвардс счёл его провокационным и даже более того, выразил мнение, что вообще не следовало снимать, особенно в тот год, когда в Атланте произошла серия жестоких убийств чернокожих детей. Двое мужчин представили руководству студии свои мнения, которые были переданы Дэвисону вместе с предостережениями о возможном бойкоте фильма. Фуллер узнал об обсуждении фильма за две недели до окончания съёмок. Убеждённый интеграционист, который регулярно давал чёрным актёрам не стереотипные роли, Фуллер был в ярости, поскольку счёл действия студии оскорбительными. Обоим представителям, как сообщалось потом, запретили появляться на съёмочной площадке, хотя режиссёр интегрировал некоторые из предложенных изменений в фильм.
Фильм был завершён в 1981 году, но Paramount не решалась выпустить его в прокат из-за непрекращающихся опасений неверного истолкования. Хотя никто из членов организации не смотрел окончательную версию фильма, Национальная ассоциация содействия прогрессу цветного населения грозила бойкотами. В начале 1982 года студия всё-таки организовала предварительный показ в Сиэтле, а позднее, в августе, в Денвере, и получила преимущественно смешанные отзывы. Наконец, 12 ноября того же года фильм вышел в прокат в США, причём его показывали в пяти кинотеатрах Детройта всего одну неделю без привычного трейлера, афиши и вообще без любого упоминания. Вскоре картина была признана некоммерческой и отложена на полку, а Фуллер, обиженный и потрясённый переехал во Францию и никогда больше не снимал американские фильмы. В апреле 1987 года, Фуллер, который тогда находился в Милане, заявил в интервью, что Paramount отложила фильм также и потому, что опасалась негативной реакции со стороны Ку-клукс-клана.

## Тематика
«Белая собака» — это «грубая, сугубо кинематографическая притча о межрасовых отношениях», которая поднимает вопрос о том, является ли расизм излечимым психическим заболеванием или научно обоснованным поведением, или же он так и останется неизлечимой болезнью общества. Безымянная белая немецкая овчарка — это метафора расизма, с его радикально контрастирующими моментами невинного, типичного поведения собаки, оказавшейся не в окружении чернокожих, и рычащей злобой, когда она видит перед собой цель. Персонаж Киз Пола Уинфилда, действительно полагающий, что ему удастся перевоспитать собаку, отражает точку зрения, в соответствии с которой можно попытаться забыть расовые предрассудки. Попытки Киза перепрограммировать собаку оборачиваются «дерзкой литерализацией расовой войны», и по мере того как развиваются дальнейшие события в фильме, он просто становится одержимым идеей, что в состоянии помочь животному. Подобно капитану Ахаву в романе «Моби Дик», он заявляет, что если и потерпит неудачу с этой собакой, то найдёт другую и другую, и так до тех пор, пока не добьётся успеха. Коллега Киза, Карратерс, белый дрессировщик, полагающий, что собака уже неисправима и её следует усыпить, отражает мнение, в соответствии с которым расизм не поддаётся лечению.

Рычащая псина, её белая перепачканная ярко-красной сценической кровью шерсть, становится характерно выраженным, экстраординарным представлением Фуллера — воплощением рычащей, иррациональной и непримиримой ненависти. Характерным также является то, как Фуллер подчеркивает радикальный контраст между собакой в её обычном, невозмутимом состоянии — большими карими глазами, смотрящими на Макникол — и её рефлексом резкого слюноотделения перед нападением.
Оригинальный текст (англ.)The snarling dog, its white fur stained with bright red stage blood, becomes a typically imposing, outscale Fuller image — the embodiment of snarling, irrational and implacable hatred. Typical, too, is the way Fuller emphasizes the radical contrast between the dog in its innocent, unaroused state — big brown eyes staring up at McNichol — and its plunging, salivating attack mode.

«Насколько ненависть может казаться непосредственной, болезненно близкой» показывает сцена, в которой Кристи Макникол остаётся наедине со своим любимцем, и невинно поглаживает шерсть, а тот по-собачьи доверчиво отвечает ей взаимностью. Кинокритик Джим Хоберман утверждает, что фильм «натурализует расизм неестественным образом» среди резко контрастирующих белых персонажей, ужасающихся поведению собаки, и чёрными, которые просто угрюмо принимают как заурядный факт повседневной жизни. Окончание фильма содержит аргументированную точку зрения самого Фуллера относительно того, что расизм изучается, но представляет собой извлечённый из уроков «яд», который в действительности никогда не получится «вывести из инфицированных». Однако, с другой стороны, собаке удалось избавиться от синдрома, побуждающего атаковать исключительно чернокожих, но не от внутренней ненависти, поскольку в финале животное нападает на белого человека, который даже не провоцировал. Следовательно, окончание предполагает невозможность вывести из инфицированных именно ненависть, а не расизм.
В оригинальном романе Ромена Гари выдвигалась версия, что собака начала нападать на белых людей, потому что озлобленный белым расизмом чернокожий, намеренно переучивал животное и добился такого результата.

## Дистрибуция
Концепция фильма, по мнению Paramount, после премьеры была довольно спорной, поэтому последовало всего несколько закрытых показов и лишь одна прокатная неделя в Детройте, прежде чем его окончательно запретили к показу. Первый театральный релиз фильма состоялся во Франции 7 июля 1982 года. Уже в следующем году он был показан в рамках 37-го Эдинбургского международного кинофестиваля и 27-го Лондонского кинофестиваля в Великобритании, где его релизом занималась United International Pictures. Фильм получил положительные отзывы после показа в обеих странах. Лиза Домбровски в статье для издания Film Comment 2008 года написала следующее: «В конце концов, „Белая собака“ Сэма Фуллера была заглушена коллизией исторически обусловленных экономических и политических интересов, поскольку поддержка свободы выражения мнений уступила итоговой строке отчётности Paramount и непрекращающимся баталиям Национальной ассоциации содействия прогрессу цветного населения с Голливудом в области представленности и занятости. Триллер Сэма Фуллера оказался просто не той антирасистской картиной, так что крупная студия просто не знала, как его реализовать в 1981 году или чего вообще хотели афроамериканские организации от Голливуда в то время».
В 1983 году адаптированная телевизионная версия «Белой собаки» была предложена кабельным операторам. Уже в следующем году NBC приобрела права на вещание за 2,5 млн долларов, причём запустила его в эфир в феврале, однако два дня спустя отменила трансляцию фильма под давлением со стороны Национальной ассоциации содействия прогрессу цветного населения и опасений негативной реакции как зрителей, так и рекламодателей. Фильм, периодически и без лишней шумихи, в конечном итоге транслировался по другим кабельным каналам, таким как HBO, Showtime и The Movie Channel. Изредка его также показывали в независимых киношколах и в рамках кинофестивалей.
В 1991 году Майкл Шлезингер, работавший тогда менеджером в отделе репертуарного планирования компании Paramount, убедил своих боссов позволить ему презентовать фильм как часть полной ретроспективы Фуллера в кинотеатре Film Forum в Нью-Йорке. Однако не упомянул о том, что планируемое культурное мероприятие уложится в одну неделю, вместо обычного дня, и премьерный показ «Белой собаки» впервые после выхода фильма состоится в Нью-Йорке. «Белая собака» получила восторженные отзывы и собрала толпы зрителей, а еженедельник The Village Voice даже назвал его лучшим фильмом года. Требования к публичным показам фильма ужесточились и после некоторого обсуждения в Paramount заявили, что готовы согласовать расписание сеансов, если не последует «расового» протеста; в противном случае, они вынуждены отказать. Шлезингер принял условия, и успешные показы прошли в кинозалах остальной части страны без инцидентов.
Первый американский домашний видео-релиз фильма официально состоялся 2 декабря 2008 года, когда Criterion Collection выпустила его на DVD. Диск содержит полную версию фильма, видеоинтервью исполнительного продюсера и сценариста, а также интервью с тренером задействованной в фильме собаки и буклет критических эссе. Национальное общество кинокритиков США предоставило дистрибьютора к специальной награде в области киноискусства за выпуск фильма.

## Критика
Вследствие ограниченного релиза, фильм «Белая собака» собрал только 46 509 долларов, и тем не менее получил высокую оценку критиков, особенно за отношение к расизму благодаря режиссёрскому таланту Фуллера. Дэйв Кер из Chicago Tribune похвалил Фуллера за «отсутствие штампов» в фильме и использование метафор для того, чтобы проследить проявления расизма «как психического заболевания, которое можно или нельзя вылечить». Кер счёл «Белую собаку» менее мелодраматичной или даже причудливой, чем более ранние работы Фуллера, что также было положительной чертой, поскольку делает фильм «совершенным и неперегруженым, с единой, основной линией развития, направленной к единому, сокрушительно пессимистичному моральному пониманию». Ким Моран из Entertainment Weekly назвала его «бескомпромиссным, острым исследованием расизма» и одним из самых вдохновлённых фильмов Фуллера; «захватывающее, медитативное и в конечном счёте прекрасное достижение» режиссёра. Рецензент Video Business Сирил Перл назвал его «напыщенным, странным и довольно леденящим», полагая, что фильм действительно был антирасистской работой, которая «заслуживает аудиторию».
Поражает обилие крупных планов и захватывающих визуальных контрастов (прежде всего волнующий момент, где рычащего гончего пса с бледной мордой успокаивает чёрная рука); вот она работа, обличающая расизм не с визгливой ребяческой справедливостью, а с осведомлённостью затёртого гуманиста, насколько невежество и боль токсически въелись в связующую нить социума.
Чарльз Тейлор, пишущий для The New York Times, подверг резкой критике действия, направленные против фильма, который ошибочно признали расистским, вследствие «глупости инициативной группы». «Белая собака», по мнению Тейлора, ничто иное, как «глубоко антирасистский фильм, хотя и присутствует [ощущение] безысходности». Он также высоко оценил напряжённую работу Уинфилда и использование Фуллером приёмов мелодрамы для создания одного из его «самых мощных» фильмов. Лиза Домбровски, автор The Films of Samuel Fuller: If You Die, I’ll Kill You!, как и доцент кафедры киноведения в Уэслианском университете, назвали фильм «страстным выпадом на почве расовой ненависти». Другой рецензент The New York Times, Джанет Маслин, похвалила Фуллера за «владение суровыми, жуткими образными средствами», а также отметила «грубое подражание чёрным», как и способ объединения кинематографии, постановочных сцен и саундтрека для придания фильму подобия «грубой, лишающей присутствия духа страшилки». Она также высоко оценила игру Пола Уинфилда, исполнившего роль Киза, полагая, что актёр пробудил зрительский интерес к скучному на первый взгляд персонажу. Фернандо Ф. Кроче из Slant Magazine полагал, что фильм Фуллера был «ужастиком про кровожадного зверя, отчасти „Специально после школы“, а ещё трагико-саркастической агитпропагандой фильмов категории B».
В своей книге The Magic Hour: Film at Fin de Siècle, Джим Хоберман назвал фильм Фуллера «необычайно грубым и наводящим на размышления метафорическим рассказом об американском расизме». Хоберман, полагавший, что фильм был «печальной тратой» таланта Фуллера, высоко оценил проделанную режиссёром работу, учитывая также изменения, внесённые в исходный материал, поскольку «обставленная как аллегория, „Белая собака“ сочетает в себе сварливую сентиментальность и истерическое насилие». Он похвалил музыкальное сопровождение, используемое в фильме для придания убедительности «культовым визуальным эффектам и смехотворно упрощённому диалогу».